# Otto Mortensen
Otto Jacob Hübertz Mortensen (18. august 1907 i København – 30. august 1986 i Aarhus) var en dansk pianist, komponist og musikforsker
Otto Mortensen blev efter studentereksamen optaget på Det Kongelige Danske Musikkonservatorium for at uddanne sig til pianist. Der havde han bl.a. Christian Christiansen, Knud Jeppesen og P.S. Rung-Keller som lærere. I 1930 afholdt han debutkoncert som pianist og havde i nogle år en karriere som akkompagnatør, solist, kammermusiker og underviser. Fra 1937 til 1956 var han opera-repetitør ved Det kongelige Teater og fra 1942 til 1966 lærer ved Musikkonservatoriet i denne disciplin. Derudover var han dirigent for bl.a. Det Kongelige Kapel, Opéra Comiques orkester i Paris og i Danmarks Radio.
Allerede mens han gik på konservatoriet, blev han optaget af en af tidens strømninger: at udbrede musikalske færdigheder til byernes store nye befolkningsgrupper. Det var en tanke, der udsprang i Tyskland i 1920’erne med fx Fritz Jöde, Paul Hindemith og Carl Orff. Den havde mange forkæmpere i Danmark, bl.a. Jørgen Bentzon, Bernhard Christensen, Poul Henningsen, Ejnar Jacobsen, Erling Brene og frem for alt Finn Høffding. Der blev oprettet folkemusikskoler, og man skrev brugsmusik til bestemte formål, gymnastik, fodboldkampe, kabaretter og teatermusik. En anden konsekvens af disse tanker var Otto Mortensens udgivelse af nogle klaverskoler og en blokfløjteskole, der var med til at indvarsle blokfløjtens renæssance i Danmark. Omkring 1930 var Otto Mortensen flere gange i Berlin for at studere, hvordan man der greb folkemusikskolerne an.
I 1950’erne vendte Otto Mortensens interesse sig mod mere teoretiske musikalske emner, og han gennemførte et studium ved Københavns Universitet og blev i 1956 (mag.art.) i musikvidenskab. I den sammenhæng skrev han forskellige videnskabelige artikler og bøger: Harmonisk analyse efter grundbas-metoden (1954), Om Buxtehudes dansesatser for klaver, Om polsk-dansen i Danmark. Fra 1966 til 1974 var han lektor i Musikvidenskab ved Århus Universitet.
Han er begravet på Almen Kirkegård i Aalborg.

## Hædersbevisninger
- Otto Mortensen fik i 1929 Lensgreve C. A. Lerches Legat, som han brugte til en studietur til Berlin,
- og i 1938 modtog han Det anckerske Legat.
- to af hans sange blev i 2006 optaget på Kulturministeriets kulturkanon i kategorien partiturmusik/højskolesange: Du gav os de blomster, som lyste imod os og Septembers himmel er så blå.

## Musikken
Otto Mortensens værkrække er ikke lang, men han etablerede sig som den sidste store komponist af sange i den tradition, der kaldes ”Den danske sang”. Den opstod i tilknytning til folkehøjskolerne i anden halvdel af 1800-tallet. Dens fornemste eksponenter var uden tvivl Carl Nielsen og Thomas Laub. De byggede på mange andre komponisters forarbejde, og de fulgtes af andre, hvoraf de vigtigste var Thorvald Aagaard, Oluf Ring, Poul Schierbeck og altså Otto Mortensen. Hans sange synges stadig, og mens han stadig levede kunne han opleve at Kim Larsen indsang Kringsatt av fiender på sin plade ”231045-0637” i 1979.
Ud over disse sange skrev Otto Mortensen også værker for kammerensembler og for orkester. Disse værker var skrevet i nyklassisk (neoklassicistisk) stil med inspiration fra franske komponister som Darius Milhaud, hos hvem han studerede i 1939. Desuden lavede han en lang række meget brugte korarrangementer af danske folkeviser og andre sange; i sine sidste år arbejdede han meget med nye melodier til salmer bl.a. At sige verden ret farvel.

### Sange (udvalg)
- At sige verden ret farvel
- Den grønne søde vår
- Du danske sommer (Thøger Larsen)
- Du gav os de blomster (Helge Rode)
- Hun er sød – min skat (Christian Winther)
- Høvlen gik: galant! gelik!
- Kringsatt av fiender (Nordahl Grieg)
- Køretur (Otto Gelsted)
- Hyggelig, rolig (N.F.S. Grundtvig)
- Septembers himmel (Alex Garff)
- Skyerne gråner
- Sommernat (Paul la Cour)
- Vårvejr (L.C. Nielsen)

### Anden musik (udvalg)
- Nederlaget (skuespil af Nordahl Grieg)
- Cæsar og Cleopatra (skuespil af George Bernard Shaw)
- Fluerne (skuespil af Jean-Paul Sartre)
- ouverturer
- orkestersuiter
- Sonate for violin og klaver
- Koncert for klaver og orkester
- Limfjorden – nocturne for sopran, alt, tenor, bas og firhændigt klaver
- Koncertstykke for fløjte, violoncel, klaver og orkester

- Tre Sange for Alt med Orkester. (Tekst: Thor Lange – 1930)
- Intermezzo for Obo, Violin, Cello og Klaver (1934)
- Strygekvartet nr. 1 (1937)
- Blæserkvintet (1944)
- Kvartet for fløjte, violin, cello og klaver (1944)
- Kantaten ved Københavns Universitets sørgefest over kong Christian 10. (1947)
- Festouverture til indvielsen af Ålborg-hallen (1952)
- Sonate für Oboe und Klavier (1953)
- Strygekvartet nr. 2 (1955)
- En symfoni (1957)
- Verdenshjørnerne (De fire Dværge) – Kantate for Kor og Orkester (Tekst: Thøger Larsen) (2. version: 1978)